# Triptyque de Jan Crabbe
Le Triptyque de Jan Crabbe est un petit triptyque dont la taille totale, sans le cadre, est de 83 × 116 cm.
Le triptyque a été démembré : les deux volets latéraux sont à la  Pierpont Morgan Library de  New York, et les volet de l'annonciation sont au Groeningemuseum. Le panneau central est à la Pinacoteca Civica di palazzo Chiericati, au Palais Chiericati, de Vicence.

## Description

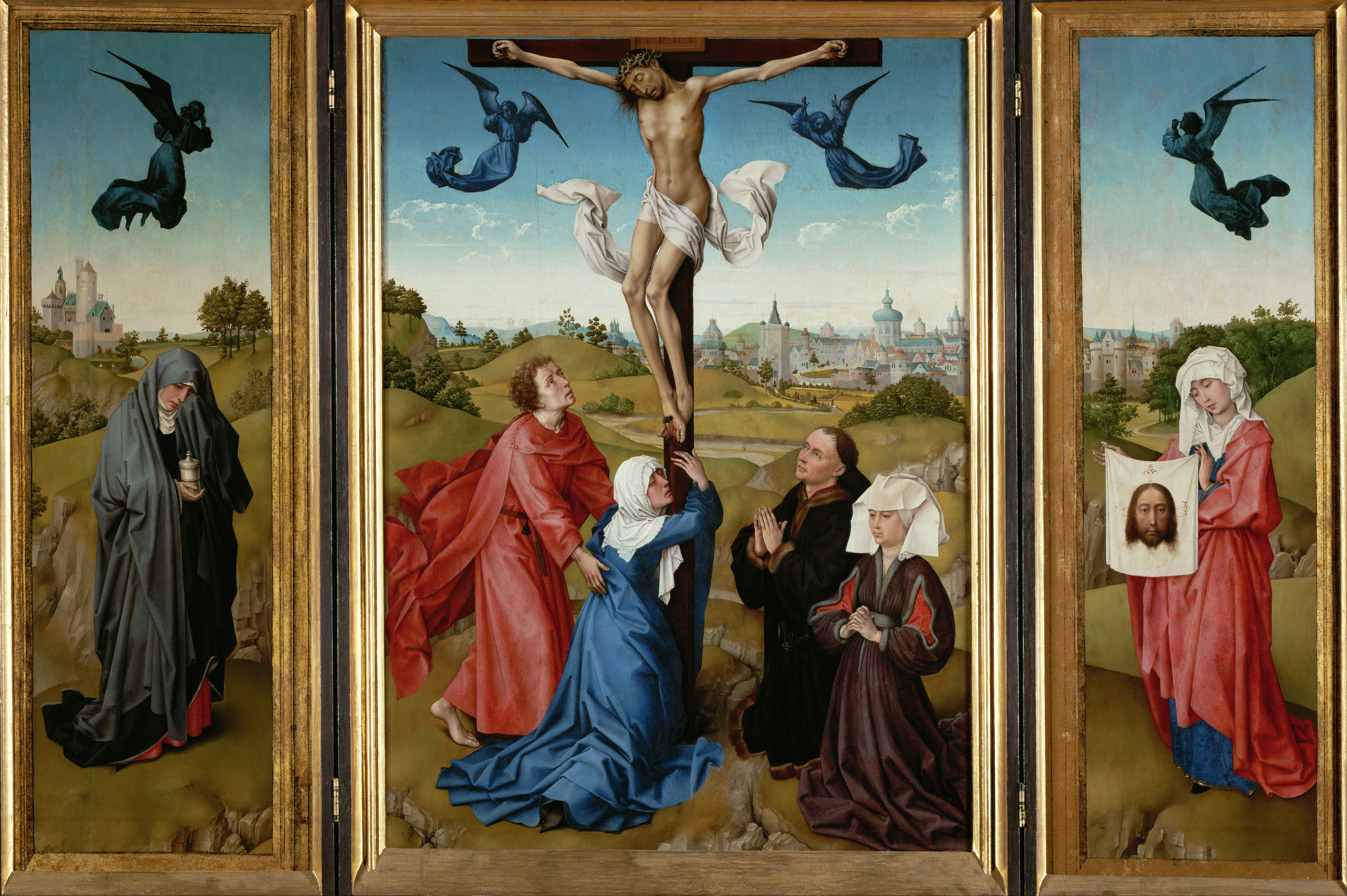
Rogier van der Weyden, Crucifixion, Vienne.

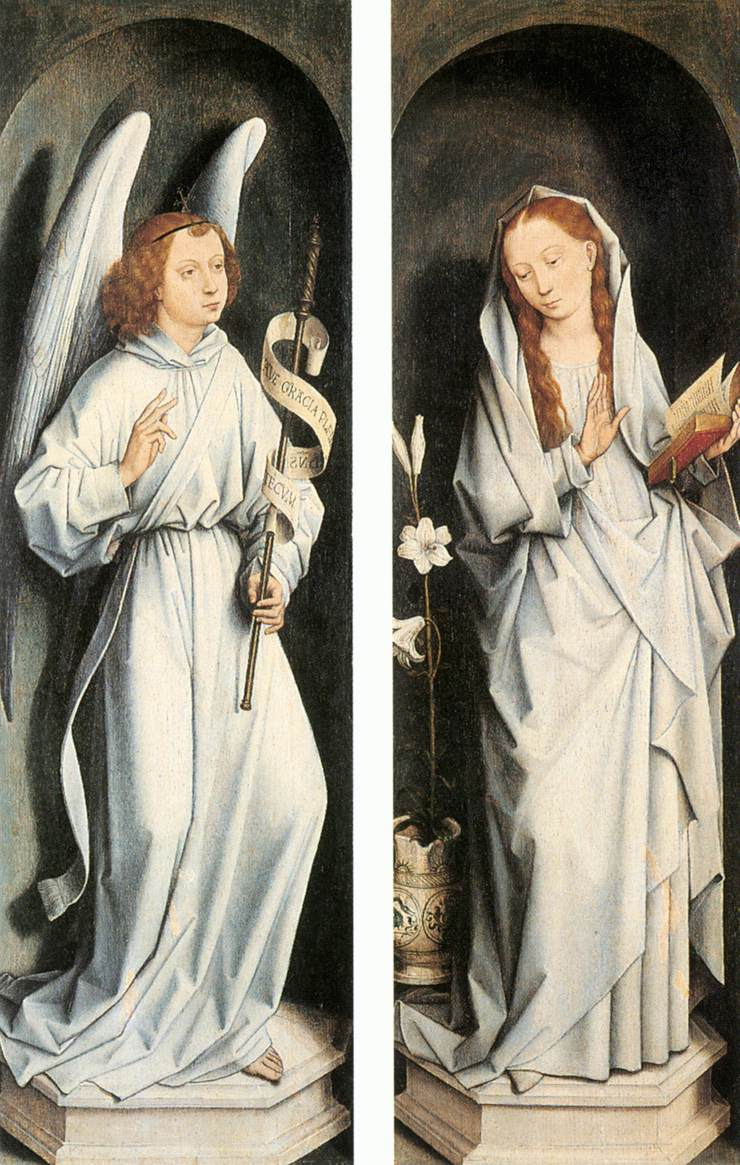
L’Annonciation. Volets extérieurs du Triptyque de Jan Crabbe. Groeningemuseum.

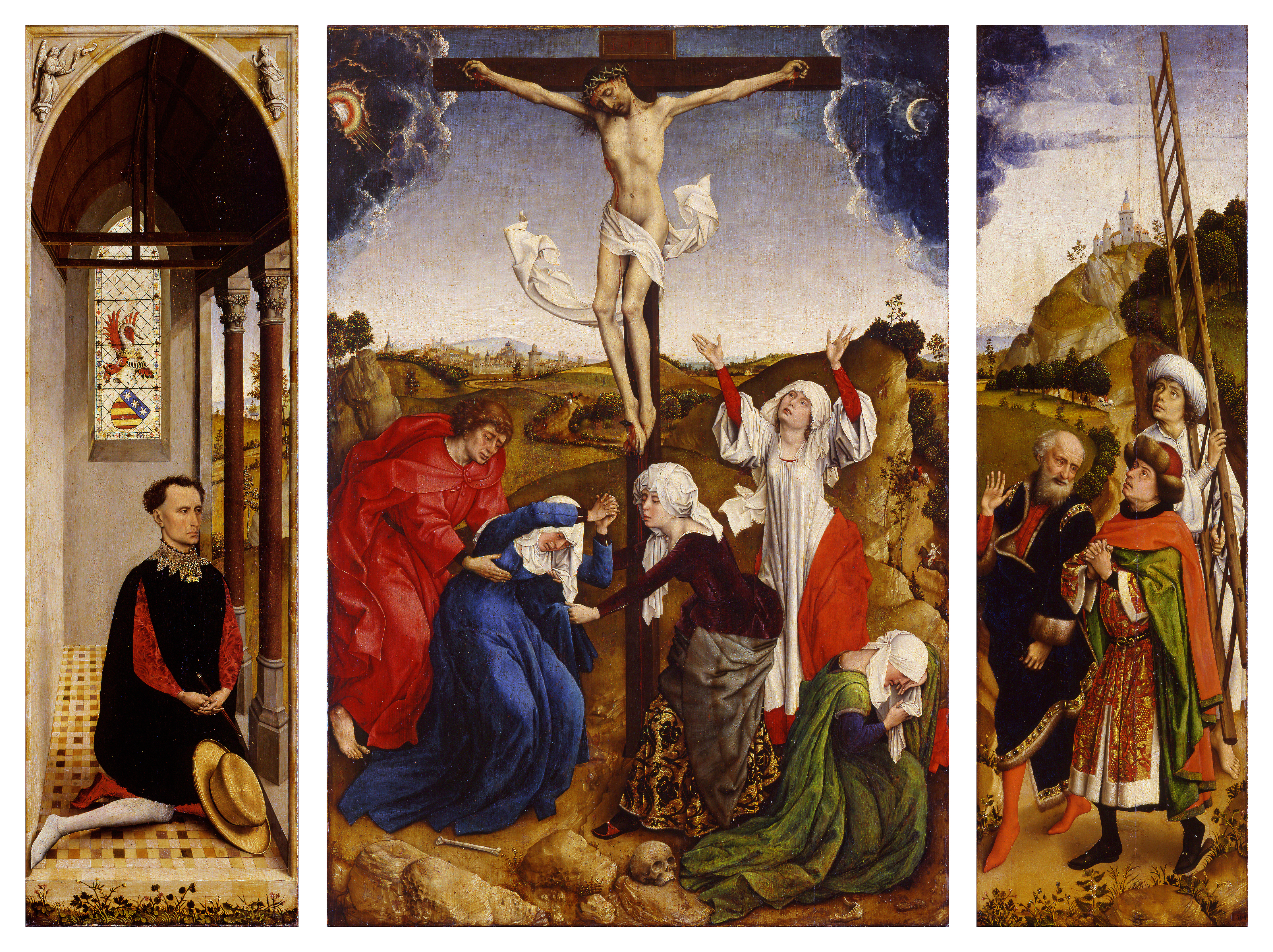
Rogier van der Weyden, Crucifixion de Oberto Villa. Abbaye Abbegg, Berne (Riggisberg).

Le triptyque a été commandé à Memling peu après son arrivée à Bruges, vers 1468-70.  Le panneau central montre le Christ en croix. Le personnage en adoration est Jan Crabbe, abbé (1457-1488) de la puissante abbaye de Dunes, commanditaire de l’œuvre, représenté en habit de cistercien. Sur les panneaux latéraux, il y a sa mère Anna Willemszoon, sous la protection de sainte Anne, et son neveu Willem de Winter, protégé par Guillaume de Malavalle. Le panneau central montre, en plus du Christ en croix, Marie, saint Jean l'Évangéliste, Marie Madeleine, saint Jean-Baptiste, et saint Bernard de Clairvaux.
Les panneaux sont loin d'être intact : la crucifixion centrale surtout est abîmée; la surface picturale est fortement usée, et les glacis délicats qui ont assuré le modelé ont disparu, suscitant une bizarre impression de maladresse.
La composition de ce triptyque, le peintre s'est inspiré des modèles de son maître Rogier van der Weyden. Le triptyque de La Crucifixion, réalisée pour Oberto Villa, et sa Crucifixion conservée à Vienne constituent un réservoir où Memling a puisé pour son triptyque. L'excellence de l'exécution se voit dans l'expression dramatique des visages des saints, contrastant avec les faces des deux abbés cisterciens. L'influence de Rogier est claire dans le Christ squelettique, aux genoux légèrement pliés. Le paysage fantastique qui se déploie sur le fond, à travers les deux panneaux latéraux, est typique de la peinture flamande.

## Historique
Le tableau est donné au Museo Civico en 1865 par Matteo et Ludovico Folco. À la fin du XIXe siècle, les deux volets latéraux se trouvaient dans la collection Sedelmeyer de Paris (exposé en 1897). Ils appartiennent ensuite à la collection Kann et aux marchands Duveen. Achetés par J. Pierpont Morgan, le 6 juin 1907. 
L'Annonciation, une grisaille exécutée en tableau vivant, composait l'arrière du triptyque. Ils sont un des premiers exemples de grisailles colorées. Ces panneaux, séparés du reste à une date inconnue, ont été emportés en Allemagne durant l'occupation et ont été récupérés en 1952. Ils sont depuis au Groeningemuseum.